# 福贡蹄盖蕨
福贡蹄盖蕨（学名：Athyrium roseum var. fugongense）为蹄盖蕨科蹄盖蕨属下的一个变种。

## 扩展阅读
- 維基物種上的相關：福贡蹄盖蕨